# Hospital de St Bartholomew
O Hospital St Bartholomew, comumente conhecido como Barts, é um hospital de ensino localizado na Cidade de Londres. Ele foi fundado em 1123 por Rahere e atualmente é administrado pelo Barts Health NHS Trust.

## História

### História inicial
Barts foi fundado em 1123 por Rahere (falecido em 1144 e sepultado na Igreja de São Bartolomeu, o Grande), um cortesão favorito do Rei Henrique I. A Dissolução dos Mosteiros não afetou o funcionamento de Barts como um hospital, mas o deixou em uma posição precária ao remover sua renda. Ele foi refundado por Henrique VIII em dezembro de 1546, com a assinatura de um acordo que concedia o hospital à Corporação da Cidade de Londres.
O hospital passou a ser legalmente denominado "Casa dos pobres em Farringdon, nos subúrbios da cidade de Londres, da Fundação de Henrique VIII", embora esse título nunca tenha sido usado pelo público em geral. O primeiro superintendente do hospital foi Thomas Vicary, sargento-cirurgião do Rei Henrique e um dos primeiros escritores sobre anatomia. Foi nesse hospital que William Harvey conduziu sua pesquisa sobre o sistema circulatório no século XVII, Percivall Pott e John Abernethy desenvolveram princípios importantes da cirurgia moderna no século XVIII e Ethel Gordon Fenwick trabalhou para promover a profissão de enfermagem no final do século XIX.
De 1839 a 1872, os relatórios de mortalidade mostram que o trauma cirúrgico e a infecção pós-operatória eram as maiores causas de morte. A tuberculose, no entanto, continuou sendo a causa de morte não traumática mais fatal. Em 1890, esperava-se que os enfermeiros trabalhassem 12 horas por dia, e às vezes 14, com intervalos para refeições. Elas tinham 2 semanas de férias anuais. Com a criação do National Health Services em 1948, o hospital ficou oficialmente conhecido como Hospital St Bartholomew.

### Edifícios
O Barts é o hospital mais antigo da Grã-Bretanha que ainda presta serviços médicos e que ocupa o local onde foi originalmente construído, tendo um importante papel atual, bem como uma longa história e edifícios arquitetonicamente importantes. A entrada do hospital, que carrega o nome de Henrique VIII, continua sendo a principal entrada pública e apresenta uma estátua de Henrique VIII acima do portão.
Sua praça principal foi projetada por James Gibbs na década de 1730. Dos quatro blocos originais, três sobreviveram; eles incluem o bloco que contém o Salão Principal e dois blocos laterais que continham enfermarias. A primeira ala a ser construída foi a Ala Norte, em 1732, que inclui o Salão Principal e os murais de William Hogarth. A Ala Sul foi construída em 1740, a Oeste em 1752 e, finalmente, a Ala Leste em 1769. Em 1859, uma fonte foi colocada no centro da praça com um pequeno jardim.
O Hospital St Bartholomew existe no mesmo local desde sua fundação no século XII, tendo sobrevivido ao Grande Incêndio de Londres e à Blitz. Seu museu, que fica aberto de terça a sexta-feira todas as semanas, mostra como o atendimento médico se desenvolveu ao longo desse tempo e explica a história do hospital. Em parte da exposição, há uma porta que se abre para o saguão de entrada oficial do hospital. Nas paredes da escadaria há dois murais pintados por William Hogarth, The Pool of Bethesda (1736) e The Good Samaritan (1737). Eles só podem ser vistos de perto nas tardes de sexta-feira. Hogarth ficou tão indignado com a notícia de que o hospital estava encomendando arte de pintores italianos que insistiu em pintar os murais sem receber nada, como uma demonstração de que a pintura inglesa estava à altura da tarefa. A obra The Pool of Bethesda é de particular interesse médico, pois retrata uma cena em que Cristo cura os doentes: o material de exibição no primeiro andar especula em termos médicos modernos sobre as doenças das quais os pacientes de Cristo na pintura estão sofrendo. Os murais serão restaurados em 2023, com uma doação do National Lottery Heritage Fund.

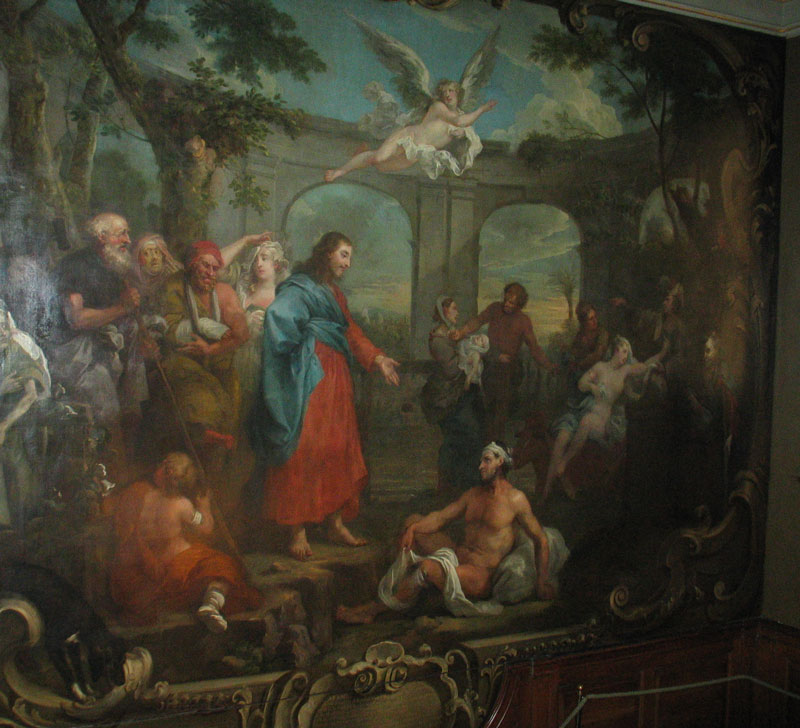
O mural de Hogarth de Cristo no Tanque de Betesda.

O cômodo ao qual a escada leva é o Salão Principal do hospital, um cômodo de pé direito duplo em estilo barroco. Embora existam algumas pinturas dentro do Salão Principal, quase todas estão em suportes móveis: as paredes em si são, em sua maior parte, destinadas à exibição das muitas placas grandes e pintadas que listam, em detalhes, as somas de dinheiro doadas ao hospital por seus benfeitores.
Após a Dissolução dos Monastérios, o recinto do hospital do antigo priorado foi redesignado como uma paróquia eclesiástica anglicana, com St Bartholomew-the-Less tornando-se a igreja paroquial - uma situação única entre as fundações hospitalares inglesas. St Barts-the-Less é a única sobrevivente das cinco capelas originalmente pertencentes ao patrimônio do hospital, pois as outras não sobreviveram à Reforma. A igreja tem uma torre e uma sacristia do século XV, e suas conexões com o hospital podem ser vistas não apenas em seu vitral do início do século XX de uma enfermeira, um presente da Worshipful Company of Glaziers, mas também em placas comemorativas que adornam seu interior.
Durante todo o século XIX, a família Hardwick foi uma das principais benfeitoras do hospital. Thomas Hardwick Jr. (1752-1825), Philip Hardwick (1792-1870) e Philip Charles Hardwick (1822-1892) foram todos arquitetos/pesquisadores do Hospital Barts. Philip Hardwick, um membro da Academia Real Inglesa, também se envolveu na reconstrução da Igreja de St Bartholomew-the-Less em 1823 e doou a fonte no pátio do hospital.
Em 1872, o Barts tinha 676 leitos. Cerca de 6.000 pacientes internos eram admitidos todos os anos, bem como 101.000 pacientes externos. A renda média do hospital era de £40.000 (proveniente principalmente de aluguéis e propriedades financiadas) e o número de governadores ultrapassava 300.

### Ameaça de fechamento

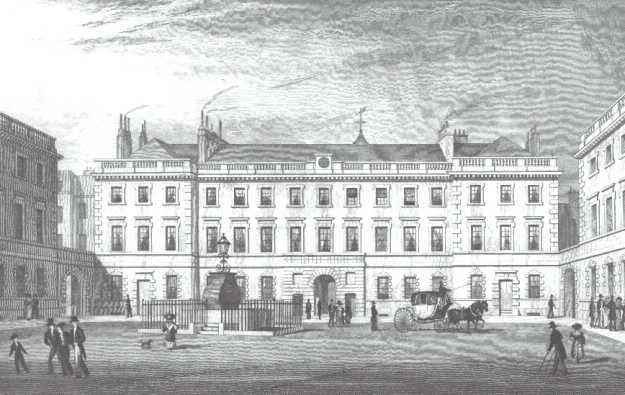
Pátio do Barts no início do século XIX.

Em 1993, a Avaliação Tomlinson dos Hospitais de Londres foi publicada e concluiu que havia um número excessivo de hospitais no centro de Londres. Foi recomendado que o serviço fosse prestado mais perto de onde as pessoas moravam. O Barts foi identificado como um hospital com uma área de captação que tinha uma população baixa e o hospital foi ameaçado de fechamento. Uma campanha determinada foi montada para salvar o hospital pela Save Barts Campaign, apoiada por funcionários, residentes, parlamentares e pela Corporação da Cidade de Londres.
Algumas instalações foram salvas, mas o departamento de serviços de urgência foi fechado em 1995, e as instalações foram transferidas para o Hospital Royal London (um hospital do mesmo grupo, mas a alguns quilômetros de distância, em Whitechapel). Uma unidade especializada em ferimentos leves foi estabelecida no Barts para casos pequenos (que geralmente representam uma parte significativa da carga de trabalho dos serviços de acidentes e emergências), mas os casos urgentes e graves são encaminhados para outros hospitais.

### Reestruturação

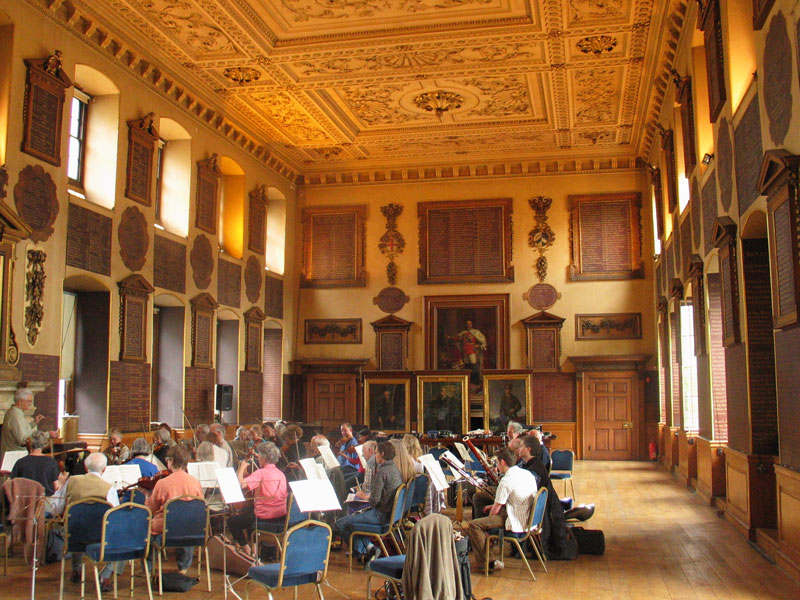
O Salão Principal do Barts.

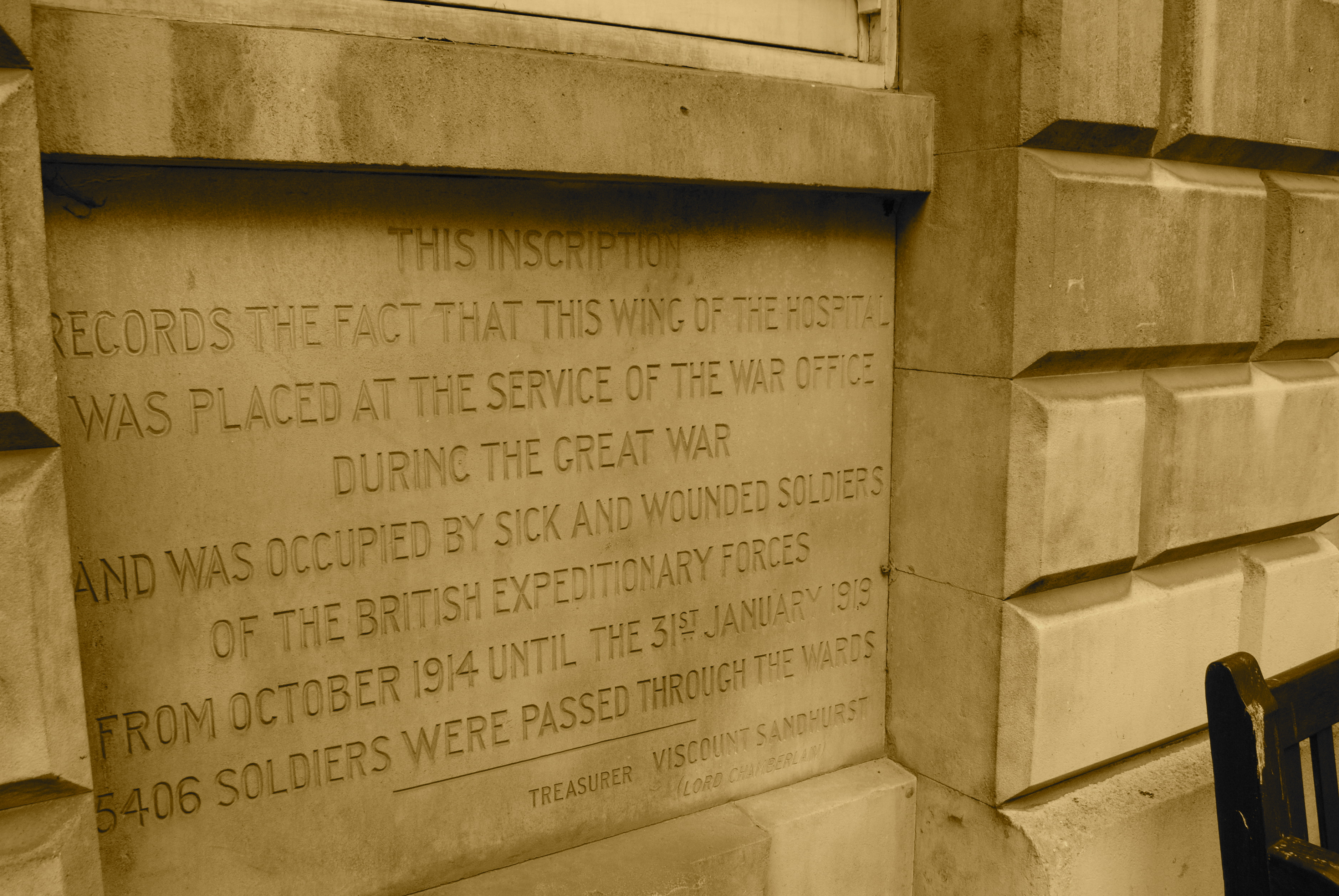
Uma placa memorial na parede norte do Barts informa que 5.406 soldados passaram por suas alas durante a Primeira Guerra Mundial.

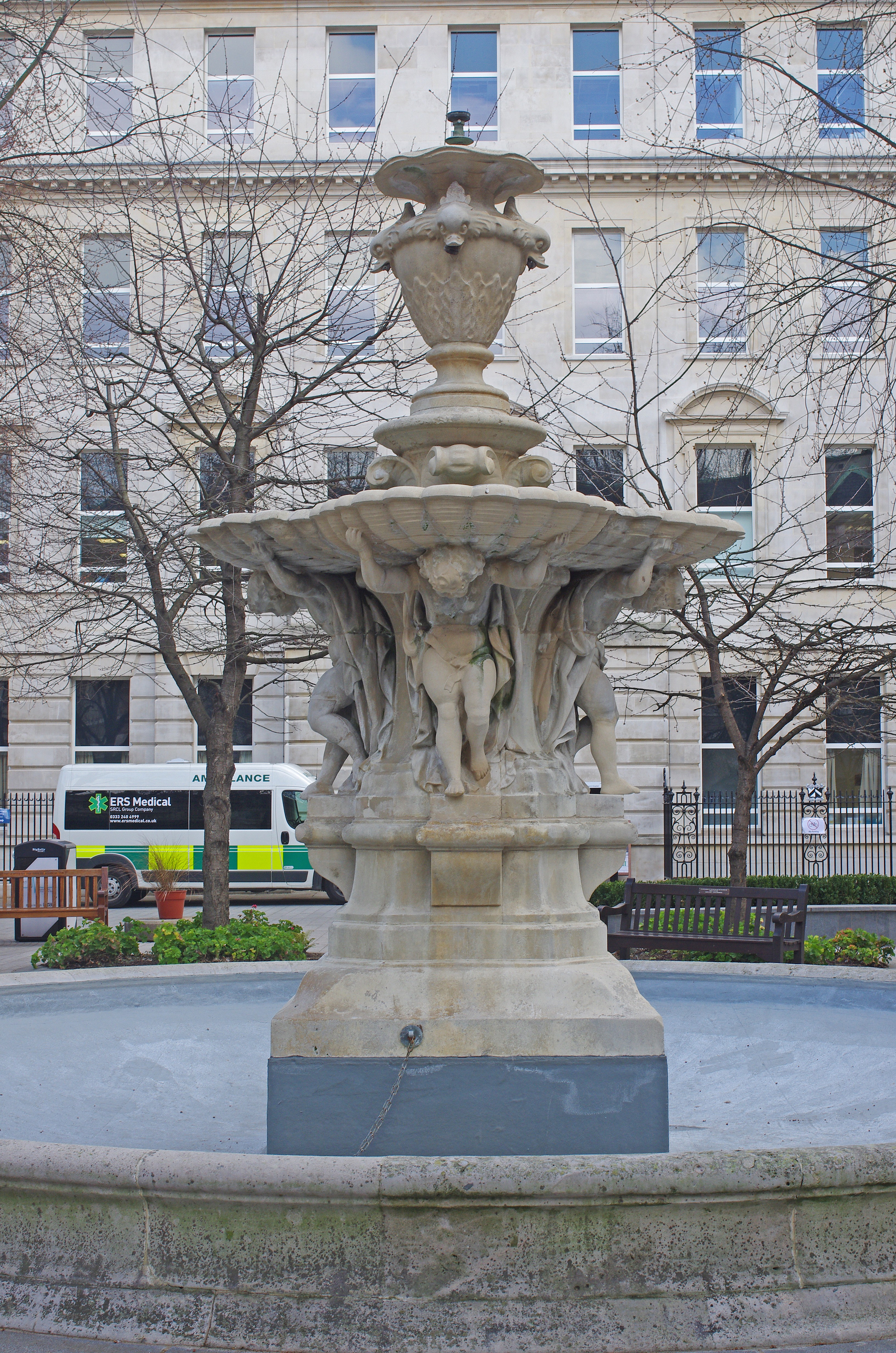
Fonte no quadrilátero do Hospital St Bartholomew.

Foi formulado um plano para que o Barts se desenvolvesse como um centro de excelência em cuidados cardíacos e câncer. O plano foi ameaçado quando foi anunciado que as obras seriam adquiridas por meio de um contrato de iniciativa privada; a Save Barts Campaign continuou a protestar. A oposição diminuiu e um novo Centro de Cardiologia e novas instalações de tratamento de câncer foram criadas. A Ala Queen Mary foi demolida e a fachada do edifício George V foi mantida dentro de um novo edifício do hospital. Uma nova entrada principal foi estabelecida na King Edward Street. Os três blocos James Gibbs foram reformados e o estacionamento de carros foi removido da área. As obras, que foram projetadas pela HOK e realizadas pela Skanska a um custo de cerca de £500 milhões, foram concluídas no início de 2016.
O Barts continua a ser associado à excelência nas instalações de pesquisa e ensino significativas de sua escola de medicina no local da Charterhouse Square. O Barts, juntamente com o Hospital Royal London e o Hospital London Chest, fazia parte do Barts and The London NHS Trust. Há 388 leitos no Barts e 675 leitos no Royal London. Esses hospitais se uniram aos hospitais Whipps Cross e Newham em 1º de março de 2012 para formar o Barts Health NHS Trust.

### Nuffield Health
Em 2018, a Nuffield Health, uma organização de saúde sem fins lucrativos, recebeu permissão de planejamento para reformar o antigo prédio de patologia e alojamentos de funcionários residenciais em um novo hospital privado. É o único hospital privado na Cidade de Londres e tem 48 leitos e 4 salas de cirurgia. Foi inaugurado em 2022, a um custo de £60 milhões. Ele é física e operacionalmente separado do restante do hospital e é conhecido como Nuffield Health at St Bartholomew's Hospital.

## Hospital de ensino

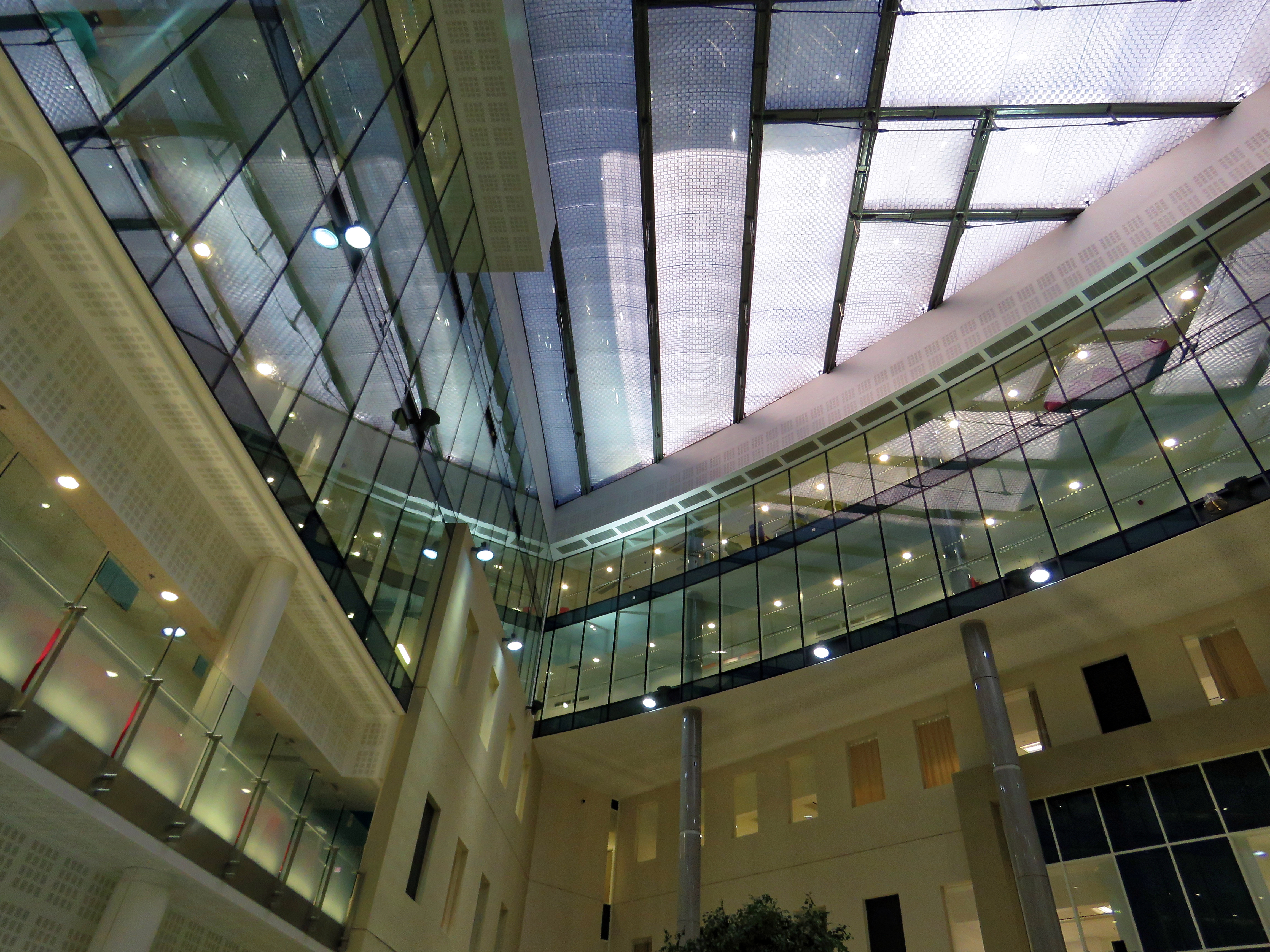
Átrio do Hospital St Bartholomew após a reforma.

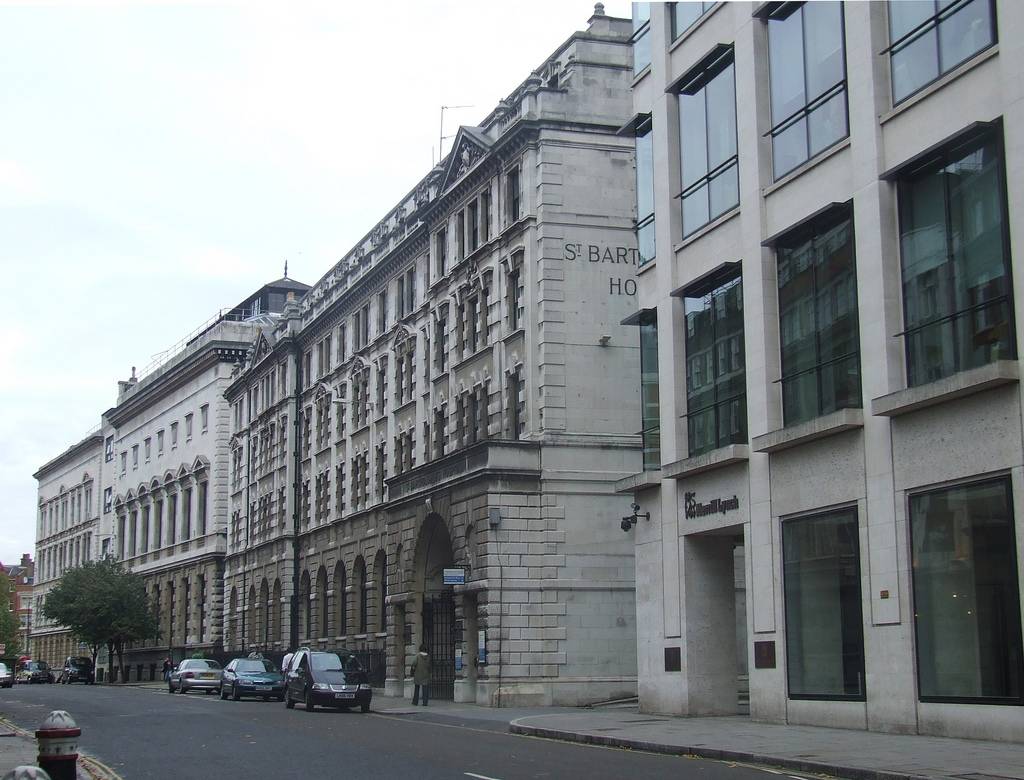
Hospital St Bartholomew, olhando em direção a Farringdon.

Em 1843, a Faculdade de Medicina do Hospital St Bartholomew foi fundada para treinar médicos, embora se considere que tenha sido iniciada por John Abernethy quando o hospital construiu um teatro para suas palestras no início do século. Em 1995, a faculdade, juntamente com a faculdade ligada ao Hospital Royal London, fundiu-se à Queen Mary University of London, mas mantém uma identidade distinta até hoje. Atualmente, é conhecida como Barts and The London School of Medicine and Dentistry. Ela ocupa um espaço no local do Barts em Farringdon, com uma presença a uma curta distância a pé na Charterhouse Square. O principal local de ensino pré-clínico da escola de medicina fica em Whitechapel, no Edifício Blizard.
A atual Escola de Enfermagem e Obstetrícia foi formada em 1994 a partir da fusão das escolas do Hospital St Bartholomew e do Hospital Royal London para se tornar o St Bartholomew's School of Nursing & Midwifery. Em 1995, a nova escola foi incorporada à City University. Ambas as escolas têm uma história sólida e respeitada que remonta a mais de 120 anos e produziram muitos líderes e educadores de enfermagem. Desde então, a escola foi incorporada à Escola de Ciências da Saúde da City University.

## Funcionários notáveis
- Ethel Gordon Fenwick, enfermeira (1881-1887)[31][32][33]
- Isla Stewart, enfermeira (1887-1910)[34][35][36]
- Annie Sophia Jane McIntosh, enfermeira (1910-1927),[37][38][39] treinada entre 1897 e 1899 no Hospital Royal London pela enfermeira Eva Luckes.[39][40][41] McIntosh trabalhou como assistente de Luckes entre 1899 e 1910.[38][42] Durante a Primeira Guerra Mundial, ela foi membro do Comitê do Escritório de Guerra para o Fornecimento de Enfermeiras e Enfermeira Principal do Primeiro Hospital Geral de Londres em Camberwell.[38][39]

## Museus hospitalares
O museu do Hospital St Bartholomew conta a narrativa histórica do hospital e seu trabalho no atendimento aos doentes e feridos. As coleções do museu incluem instrumentos cirúrgicos históricos, esculturas, arquivos medievais e obras de arte, incluindo pinturas de William Hogarth. O museu está localizado sob o arco da Ala Norte. Fechou em setembro de 2023 para obras de renovação, que devem durar até 2024. As coleções podem ser pesquisadas no catálogo on-line do Barts Health NHS Trust, que contém informações sobre mais de 50.000 entradas e abrange um período de 800 anos.
Também no local está o Museu de Patologia do Barts, que tem mais de 4.000 espécimes médicos em exposição e foi descrito pela CNN como um dos "10 museus hospitalares mais estranhos do mundo". Esse museu só abre com hora marcada e para eventos especiais. Ambos os museus fazem parte do grupo de Museus de Saúde e Medicina de Londres.

## Sherlock Holmes e Dr Watson
Um laboratório químico do Barts foi o local do encontro inicial de Sherlock Holmes e Dr. Watson no romance de 1887 de Arthur Conan Doyle, Um Estudo em Vermelho. Barts era a alma mater de Watson. Essa conexão fictícia levou a uma doação da "Sociedade de Apreciação de Sherlock Holmes" de Tóquio para a Save Barts Campaign na década de 1990.
Em 2012, o episódio final da segunda temporada do drama da BBC Sherlock, "The Reichenbach Fall", fez com que Holmes parecesse ter pulado deliberadamente para a morte do telhado do Hospital St Bartholomew, substituindo as Cataratas de Reichenbach da história original "The Final Problem". O hospital foi novamente usado como local para a resolução do falso suicídio de Holmes, no primeiro episódio da terceira temporada, "The Empty Hearse".

## Transporte
As rotas 4, 8, 17, 25, 45, 46, 56, 59, 63, 76, 100, 153, 172, 242, N8, N63 e N76 da London Buses atendem ao hospital, com pontos de ônibus localizados fora ou perto do hospital. As estações do Metrô de Londres mais próximas são Barbican e Farringdon na Circle Line, Hammersmith & City e Metropolitan e St Paul's na Central Line. Farringdon também é servida pelos trens Thameslink.

## Entretenimento para os pacientes
Desde 2022, a Bedrock Radio (uma instituição de caridade registrada) transmite para o Hospital St Bartholomew e para o Barts Health Trust em geral. A Bedrock substituiu a Whipps Cross Hospital Radio (WXHR), que serviu formalmente de 1969 a 2022.